# Scherma ai Giochi della II Olimpiade - Spada individuale maschile
La gara di spada individuale di scherma dei Giochi della II Olimpiade si tenne dal 1° al 14 giugno 1900 a Parigi.

## Risultati

### Primo turno
Nel primo turno erano previsti 17 pool con sistema Round-robin in cui i primi due di ogni pool avanzavano ai quarti.
Pool A
| Pos. | Nazione | Atleta           |
| ---- | ------- | ---------------- |
| 1    | Francia | J. M. Rosé       |
| 2    | Francia | Élie de Lastours |
| 3-6  | Francia | A. Berger        |
| 3-6  | Francia | Luquetas         |
| 3-6  | Francia | Mosso            |
| 3-6  | Francia | A. Tintant       |

Pool B
| Pos. | Nazione | Atleta           |
| ---- | ------- | ---------------- |
| 1    | Francia | de Pradel        |
| 2    | Francia | Jean Dreyfus     |
| 3-6  | Francia | de la Chevalerie |
| 3-6  | Francia | Gardiès          |
| 3-6  | Francia | Hérrison         |
| 3-6  | Francia | Ivanovich        |

Pool C
| Pos. | Nazione | Atleta            |
| ---- | ------- | ----------------- |
| 1    | Francia | Roffo             |
| 2    | Francia | Fouchier          |
| 3-6  | Francia | Pierre d'Hugues   |
| 3-6  | Francia | Moreil            |
| 3-6  | Francia | Jacques Rodrigues |
| 3-6  | Francia | Véve              |

Pool D
| Pos. | Nazione  | Atleta           |
| ---- | -------- | ---------------- |
| 1    | Cuba     | Ramón Fonst      |
| 2    | Francia  | Edmond Wallace   |
| 3    | Germania | Willy Sulzbacher |
| 4-6  | Francia  | Bazin            |
| 4-6  | Francia  | Fleury           |
| 4-6  | Francia  | Thomeguex        |

Pool E
| Pos. | Nazione | Atleta                |
| ---- | ------- | --------------------- |
| 1    | Francia | Gaston Alibert        |
| 2    | Francia | Georges de la Falaise |
| 3-6  | Italia  | Olivier Collarini     |
| 3-6  | Francia | Grad                  |
| 3-6  | Francia | Massé                 |
| 3-6  | Francia | Morin                 |

Pool F
| Pos. | Nazione | Atleta             |
| ---- | ------- | ------------------ |
| 1    | Francia | Jean-Joseph Renaud |
| 2    | Francia | Maurice Boisdon    |
| 3-6  | Francia | de Champeaux       |
| 3-6  | Francia | Loizillon          |
| 3-6  | Francia | Salvanahac         |
| 3-6  | Francia | de Segonzac        |

Pool G
| Pos. | Nazione | Atleta        |
| ---- | ------- | ------------- |
| 1    | Francia | Plommet       |
| 2    | Francia | Léon Thiébaut |
| 3    | Francia | Lariviére     |
| 4-6  | Francia | Adam          |
| 4-6  | Francia | Robert Marc   |
| 4-6  | Francia | Taillefert    |

Pool H
| Pos. | Nazione | Atleta                 |
| ---- | ------- | ---------------------- |
| 1    | Francia | André Rabel            |
| 2    | Francia | Bowden                 |
| 3-6  | Francia | de Lastic              |
| 3-6  | Francia | Georges Le Roy         |
| 3-6  | Francia | Miller                 |
| 3-6  | Francia | Ivan, Visconte d'Oyley |

Pool I
| Pos. | Nazione | Atleta                    |
| ---- | ------- | ------------------------- |
| 1    | Francia | Richard Wallace           |
| 2    | Persia  | Freydoun Malkom           |
| 3-6  | Francia | Marie Joseph Anatole Elie |
| 3-6  | Francia | de Laugardière            |
| 3-6  | Francia | Redeuil                   |
| 3-6  | Francia | Prospère Sénat            |

Pool J
| Pos. | Nazione | Atleta      |
| ---- | ------- | ----------- |
| 1    | Francia | Levé        |
| 2    | Francia | Maurice Jay |
| 3-6  | Francia | de Labourde |
| 3-6  | Francia | Lemoine     |
| 3-6  | Francia | Robinson    |
| 3-6  | Francia | de Romilly  |

Pool K
| Pos. | Nazione | Atleta              |
| ---- | ------- | ------------------- |
| 1    | Italia  | Giuseppe Giurato    |
| 2    | Francia | Bideau              |
| 3-6  | Francia | Claude de Boissière |
| 3-6  | Francia | Albert Cahen        |
| 3-6  | Francia | Fernandès           |
| 3-6  | Francia | de la Tournable     |

Pool L
| Pos. | Nazione | Atleta     |
| ---- | ------- | ---------- |
| 1    | Francia | Guillemard |
| 2    | Francia | Holzchuch  |
| 3    | Francia | Ducreuil   |
| 4-6  | Francia | Andreac    |
| 4-6  | Francia | Costiesco  |
| 4-6  | Francia | A. Robert  |

Pool M
| Pos. | Nazione   | Atleta                 |
| ---- | --------- | ---------------------- |
| 1    | Francia   | Léon Sée               |
| 2    | Argentina | Eduardo Camet          |
| 3-6  | Perù      | Carlos de Candamo      |
| 3-6  | Spagna    | Mauricio Ponce de Léon |
| 3-6  | Francia   | de Meuse               |
| 3-6  | Francia   | Rodrigues              |

Pool N
| Pos. | Nazione | Atleta                      |
| ---- | ------- | --------------------------- |
| 1    | Francia | Henri Hébrard de Villeneuve |
| 2    | Francia | Moquet                      |
| 3-7  | Francia | de Cazenove                 |
| 3-7  | Francia | Thion de la Chaume          |
| 3-7  | Francia | de Pradines                 |
| 3-7  | Francia | Prosper                     |
| 3-7  | Francia | Rosenbaum                   |

Pool O
| Pos. | Nazione | Atleta                |
| ---- | ------- | --------------------- |
| 1    | Francia | Louis Perrée          |
| 2    | Francia | Herman Georges Berger |
| 3-6  | Francia | Louis Bastien         |
| 3-6  | Francia | François              |
| 3-6  | Francia | Peberay               |
| 3-6  | Francia | Preurot               |

Pool P
| Pos. | Nazione | Atleta            |
| ---- | ------- | ----------------- |
| 1    | Belgio  | Tony Smet         |
| 2    | Francia | Début             |
| 3-7  | Francia | Gaston Achille    |
| 3-7  | Francia | Duclos            |
| 3-7  | Italia  | Giunio Fedreghini |
| 3-7  | Francia | Fichot            |
| 3-7  | Francia | Weber             |

Pool Q
| Pos. | Nazione | Atleta       |
| ---- | ------- | ------------ |
| 1    | Francia | Adrien Guyon |
| 2    | Francia | Hileret      |
| 3-6  | Francia | Delprat      |
| 3-6  | Francia | Lafontaine   |
| 3-6  | Francia | Thomeguex    |
| 3-6  | Francia | de Vars      |

### Quarti
Erano previsti 6 quarti con sistema round-robin in cui i primi tre avanzarono alle semifinali.
Quarto A
| Pos. | Nazione | Atleta       |
| ---- | ------- | ------------ |
| 1    | Francia | Jean Dreyfus |
| 2    | Francia | Plommet      |
| 3    | Francia | Levé         |
| 4-6  | Francia | Hileret      |
| 4-6  | Francia | Moquet       |
| 4-6  | Francia | Roffo        |

Quarto B
| Pos. | Nazione | Atleta                |
| ---- | ------- | --------------------- |
| 1    | Francia | Richard Wallace       |
| 2    | Francia | Élie de Lastours      |
| 3    | Francia | Georges de la Falaise |
| 4-6  | Francia | Bowden                |
| 4-6  | Francia | Guillemard            |
| 4-6  | Francia | Léon Thiébaut         |

Quarto C
| Pos. | Nazione   | Atleta                      |
| ---- | --------- | --------------------------- |
| 1    | Francia   | Edmond Wallace              |
| 2    | Argentina | Eduardo Camet               |
| 3    | Francia   | de Pradel                   |
| 4-6  | Francia   | Bideau                      |
| 4-6  | Belgio    | Tony Smet                   |
| 4-6  | Francia   | Henri Hébrard de Villeneuve |

Quarto D
| Pos. | Nazione | Atleta                |
| ---- | ------- | --------------------- |
| 1    | Francia | Gaston Alibert        |
| 2    | Francia | Léon Sée              |
| 3    | Cuba    | Ramón Fonst           |
| 4-6  | Francia | Herman Georges Berger |
| 4-6  | Italia  | Giuseppe Giurato      |
| 4-6  | Persia  | Freydoun Malkom       |

Quarto E
| Pos. | Nazione | Atleta          |
| ---- | ------- | --------------- |
| 1    | Francia | Maurice Boisdon |
| 2    | Francia | Louis Perrée    |
| 3    | Francia | J. M. Rosé      |
| 4-6  | Francia | Début           |
| 4-6  | Francia | Fouchier        |
| 4-6  | Francia | Adrien Guyon    |

Quarto F
| Pos. | Nazione | Atleta        |
| ---- | ------- | ------------- |
| 1    | Francia | Holzchuch     |
| 2    | Francia | Léon Thiébaut |
| 3    | Francia | Guillemard    |
| 4-5  |         | sconosciuti   |

Ritirati
| Nazione | Atleta             |
| ------- | ------------------ |
| Francia | Maurice Jay        |
| Francia | André Rabel        |
| Francia | Jean-Joseph Renaud |

### Semifinali
Nelle tre semifinali era previsto il sistema round-robin in cui i primi tre si qualificarono per il girone finale.
Semifinale A
| Pos. | Nazione | Atleta           |
| ---- | ------- | ---------------- |
| 1    | Francia | Gaston Alibert   |
| 2    | Francia | Plommet          |
| 3    | Francia | Léon Sée         |
| 4-6  | Francia | Élie de Lastours |
| 4-6  | Francia | Holzchuch        |
| 4-6  | Francia | J. M. Rosé       |

Semifinale B
| Pos. | Nazione   | Atleta                |
| ---- | --------- | --------------------- |
| 1    | Francia   | Georges de la Falaise |
| 2    | Francia   | Louis Perrée          |
| 3    | Argentina | Eduardo Camet         |
| 4-6  | Francia   | Maurice Boisdon       |
| 4-6  | Francia   | Jean Dreyfus          |
| 4-6  | Francia   | de Pradel             |

Semifinale C
| Pos. | Nazione | Atleta          |
| ---- | ------- | --------------- |
| 1    | Francia | Léon Thiébaut   |
| 2    | Francia | Edmond Wallace  |
| 3    | Cuba    | Ramón Fonst     |
| 4-6  | Francia | Guillemard      |
| 4-6  | Francia | Levé            |
| 4-6  | Francia | Richard Wallace |

### Finale
| Pos. | Nazione   | Atleta                | V | P |
| ---- | --------- | --------------------- | - | - |
|      | Cuba      | Ramón Fonst           | 4 | 2 |
|      | Francia   | Louis Perrée          | 4 | 1 |
|      | Francia   | Léon Sée              | 3 | 2 |
| 4    | Francia   | Georges de la Falaise | 3 | 3 |
| 5    | Argentina | Eduardo Camet         | 2 | 3 |
| 6    | Francia   | Edmond Wallace        | 3 | 3 |
| 7    | Francia   | Gaston Alibert        | 2 | 3 |
| 8    | Francia   | Léon Thiébaut         | 2 | 4 |
| 9    | Francia   | Plommet               | 0 | 6 |